# Faulx
Faulx település Franciaországban, Meurthe-et-Moselle megyében. Lakosainak száma 1391 fő (2022. január 1.). Faulx Belleau, Bouxières-aux-Chênes, Bouxières-aux-Dames, Bratte, Custines, Eulmont, Lay-Saint-Christophe, Malleloy, Montenoy és Sivry községekkel határos.

## Népesség
A település népességének változása:
| Lakosok száma | 859  | 1064 | 1135 | 1269 | 1312 | 1325 | 1344 | 1367 | 1365 | 1391 |
|               | 1968 | 1982 | 1990 | 2006 | 2013 | 2015 | 2017 | 2019 | 2020 | 2022 |